# Кабрильо (национальный монумент)
Национальный монумент Кабрильо (англ. Cabrillo National Monument) — охраняемая природная территория в южной части полуострова Пойнт-Лома в Сан-Диего (Калифорния, США). Национальный монумент создан в 1913 году в честь первой европейской экспедиции, высадившейся на Западном побережье современных США: 28 сентября 1542 года испанский мореплаватель Хуан Родригес Кабрильо высадился в заливе Сан-Диего.
На территории национального монумента находится на высшей точке полуострова Старый маяк Пойнт-Лома, действовавший в 1855—1891 годах до открытия нового маяка.

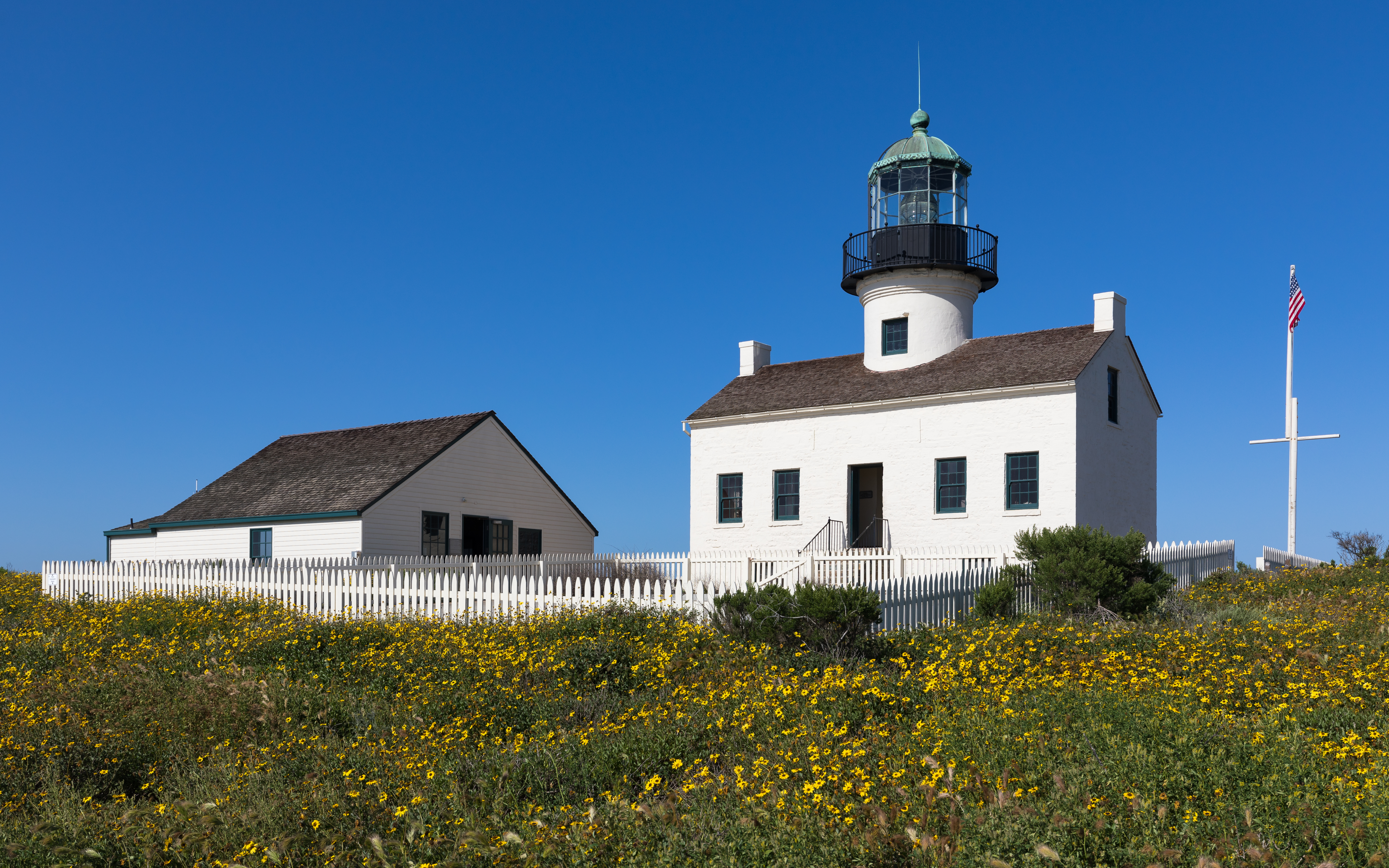
Старый маяк на полуострове Поинт-Лома у входа в залив Сан-Диего в 2019г.